# Las Bocas

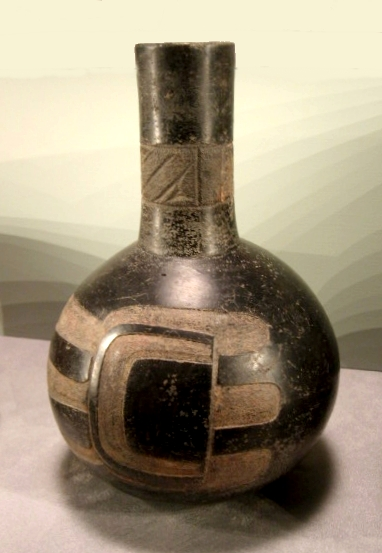
Una bottiglia in stile Olmeco, ritenuta di Las Bocas, 1100 - 800 a.C.

Las Bocas è un sito archeologico minore nello stato messicano di Puebla, il cui nome è rimasto collegato, spesso erroneamente, a un'ampia gamma di statuette e ceramiche in stile olmeco.
Il sito di Las Bocas, parte del bacino del fiume Balsas, è stato pesantemente saccheggiato nel 1960 dai predoni in cerca di ceramiche e statuette "Olmec". Poiché il prestigio associato agli artefatti "Las Bocas" è cresciuto, questa etichetta è stata data a molti manufatti simili - ed a falsificazioni occasionali - di origine sconosciuta. L'elevato numero di manufatti attribuiti al sito sono "inverosimili nella migliore delle ipotesi", e di conseguenza, il termine "Las Bocas" ora ha scarso significato archeologico.
La prima indagine archeologica sistematica di Las Bocas fu iniziata da David Grove nel 1967. Nel 1997, l'archeologa Maria de la Cruz Paillés Hernández iniziò la prima delle sue tre stagioni al sito.

## Stagioni dei Campi: 1997-2000

### Finanziamenti
La prima stagione di campo di Maria de la Cruz Paillés Hernández, nel 1997, fu finanziata nello stesso anno dalla INAH (Instituto Nacional de Antropología e Historia) per un importo pari a $ 30.000 in pesos. La seconda stagione di campo, del 1998, anch'essa finanziata dalla INAH, fu dotata di $ 23.000 pesos e dovette essere ridotta a 21 giorni. In origine, la terza stagione di campo era stata programmata per il 1999, ma i finanziamenti non erano disponibili quell'anno. Nel 2000, la FAMSI-Fondazione per la Promozione degli Studi Mesoamericani (Foundation for the Advancement of Mesoamerican Studies, Inc.), diede $ 7.800 USD a Pailles Hernández per la terza stagione di campo tramite la INAH, ma INAH ritardò nel trasmettere i fondi per un mese e mezzo, provocando lo svolgimento della terza stagione di campo durante la stagione delle piogge.

### Lavoro Archeologico
La seconda stagione di campo aveva lo scopo di offrire una panoramica generale dei vari contesti del sito Las Bocas e di determinare le aree da esplorare in seguito.
Pailles Hernández considerò il sito di Las Bocas da includere al vicino Caballo Pintado, in quanto era fra i siti di interesse presenti nell'area.
La terza stagione di campo continuò il lavoro della seconda stagione ed utilizzò le sue conclusioni per una maggiore comprensione del contesto. Furono scavati diversi pozzi durante la terza stagione di campo; alcune stratigrafie sono risultate essere poco affidabili a causa del fatto che i manufatti in prossimità della superficie avevano date miste, e "la superficie del terreno era stata rimossa con macchinari pesanti nel 1994," distruggendo quasi completamente i manufatti classici e post-classici. Fu anche ritrovato un pozzo di un saccheggiatore durante gli scavi.

### Ritrovamenti
Diversi pezzi di ceramica sono stati trovati durante la terza stagione di campo di Pailles Hernández; queste datano già a partire dalla fase Ayotla (1250-1000 a.C.) alla fase Manantial (1000-800 aC) della fase formativa. I pezzi trovati includono diversi frammenti di statuette. La testa di una figurina "baby-face" è stata trovata con una deformazione cranica simile a un teschio degli Olmechi rinvenuto nella Pampa el Pajon.
Durante la terza stagione di campo furono anche trovati oggetti in pietra intagliati; essi erano composti di ossidiana, di selce e/o roccia silicea.
Durante la terza stagione di campo del 2000 fu scoperta la sepoltura di un individuo adulto, era la seconda sepoltura trovata sul sito. Fu trovato con una cajete, una piccola statuetta di un cane, e frammenti di una piccola scatola.

## Statuette stile Las Bocas

### Descrizione
Il termine "Stile Las Bocas" si riferisce ad uno stile di statuetta Olmeca che si asserisce trovato presso il sito di Las Bocas. Lo stile è definito da materiali rubati che possono o no effettivamente venire dal sito Las Bocas.

### Credibilità dell'Origine
Il termine "Las Bocas-style" si basa su un errore; le statuette Stile Las Bocas non sono mai state collegate al reale sito Las Bocas. Esse sono state rivendicate come trovate sul sito solo da chi le ha vendute sul mercato dell'arte contemporanea in concomitanza di saccheggi a Las Bocas. Con le loro origini reclamizzate, le statuette raggiungevano prezzi di mercato più elevati e molto più interesse, di conseguenza coloro che le hanno vendute potrebbero essere stati motivati a travisare le origini di manufatti che sono stati probabilmente trovati in altri siti. A causa della mancanza di prove contestuali per collegare le statuette con Las Bocas e l'elevata probabilità di origini impropriamente rappresentate, le statuine "Stile Las Bocas" non possono essere attribuite al sito di Las Bocas.